# Le Général Crack
Pour plus de détails, voir Fiche technique et Distribution.
Le Général Crack (General Crack) est un film américain réalisé par Alan Crosland, sorti en 1929.
Le film comporte quelques scènes en Technicolor.

## Synopsis
Le duc de Courlande organise un banquet pour ses officiers et se plaint de ne pas avoir d'héritier pour l'épée de Courlande, lorsqu'un garçon en haillons entre dans la salle et se présente comme étant Christian, le fils du duc et d'une princesse gitane, aujourd'hui décédée. Vingt ans plus tard, admiré sous le nom de général Crack, le prince Christian est un puissant dirigeant. Lorsque Léopold II d'Autriche lui demande d'offrir ses services, Christian exige un prix élevé en or et la main de l'archiduchesse Maria Luisa. En route, il rencontre Fidelia, une danseuse gitane ; et sous le charme des traditions gitanes, il épouse la jeune fille et l'emmène à Vienne. Crack est stupéfait par la beauté de Maria Luisa ; et Léopold s'éprend de Fidelia lors d'une fête à la cour.

## Fiche technique
- Réalisation : Alan Crosland

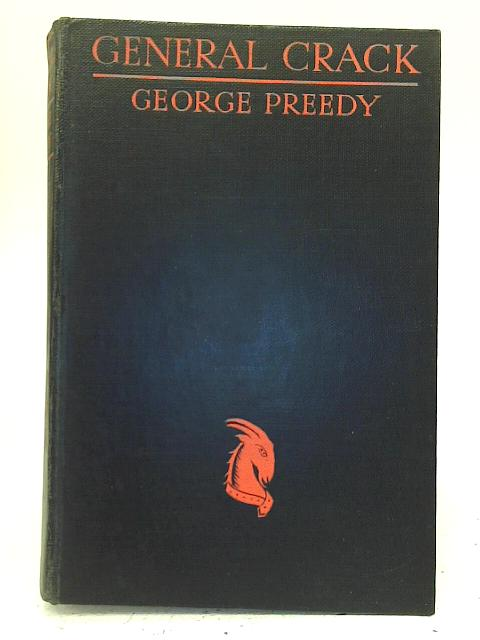
Le roman General Crack adapté.

- Scénario : J. Grubb Alexander (scenario & dialogue), Walter Anthony (adaptation) d'après General Crack de George R. Preedy
- Producteur : Ned Marin
- Photographie : Tony Gaudio (Technicolor)
- Montage : Harold McLernon
- Genre : Mélodrame historique[1]
- Musique : Rex Dunn
- Production : Warner Bros. Pictures
- Genre : Action, drame, romance, historique et guerre
- Durée : 97 minutes
- Dates de sortie :
  - États-Unis : 3 décembre 1929 (New York)
  - États-Unis : 25 janvier 1930 (sortie nationale)

## Distribution
- John Barrymore : Duc de Courlande / Prince Christian
- Philippe De Lacy :  Christian jeune
- Lowell Sherman : Leopold II
- Marian Nixon : Archiduchesse Maria Luisa
- Armida : Fidelia
- Hobart Bosworth : Comte Hensdorff
- Jacqueline Logan : Comtesse Carola
- Otto Matieson : Colonel Gabor
- Andrés de Segurola : Colonel Pons
- Douglas Gerrard : Capitaine Sweeney
- Wilhelm von Brincken : Capitaine Schmidt
- General Lodijensky : Capitaine Banning
- Nick Thompson : Typsy Chieftain
- Curt Rehfeld : Lieutenant Dennis
- Julanne Johnston : Dame de la cour
- Guy Schact : Pietro
- Carrie Daumery : Madame Frump